# Hector Mathis
 (mars 2023).
Hector Mathis est un écrivain français né le 22 mai 1993 à Paris.

## Biographie
Hector Mathis grandit en banlieue parisienne. Il commencera par écrire des paroles de chansons avant de se consacrer à la fiction[réf. souhaitée]. À la suite d'une maladie, il entame la rédaction de son premier roman, K.O. (Buchet/Chastel) qu'il a fini en seulement un mois.

## Critiques
Son style d'écriture est décrit ainsi : « phrases courtes, raccourcis audacieux, images inattendues, un sens aigu de la formule » (France Info), « rageur, incisif et lumineux malgré le chaos » (Le Parisien), « sa langue est verte et sonore, son style libre comme du free-jazz » (L'Humanité), « une langue sans cesse réinventée, comme antidote à une littérature figée, artificielle. Grâce à des mots qui s'entrechoquent, et qui ainsi prennent vie » (France Info), « les phrases sont courtes, scandées, éructées » (20minutes).
K.O., son premier ouvrage, est décrit dans le magazine Télérama, comme « un texte sans nombrilisme qui décrit le froid et la solitude, les morts parisiens et la fuite en avant ». De son côté, Marie-Hélène Lafon dit avoir « entendu une langue, un verbe, un souffle, un rythme, une nécessité à écrire». Pascale Gautier dit avoir été marquée par « la musicalité du texte, le style, quelque chose de très sophistiqué, très vivant, assez rare dans un premier roman». Elle dit avoir « été happée tout de suite ». Pour le critique Éric Dussert dans Le Matricule des anges, « K.O. est un road-movie balancé comme un jazz au phrasé célinien avec en toile de fond des déroutes collectives et individuelles ».
Dans Carnaval, son deuxième roman, on retrouve « ses personnages et sa plume, qui n’a rien perdu de sa verve, au contraire : un talent se confirme » (France Info), « le jeune auteur publie la suite de son premier opus, avec la même fraîcheur. » (La Libre Belgique), « il finit bien par «par choquer» le lecteur. Dans un étourdissant Carnaval» (La Liberté, quotidien suisse), un roman qui a des airs « de dernière fête avant la fin du monde, dont le mot d'ordre serait d'épuiser toute forme d'excès tant qu'il est encore temps.» (La Vie).
Langue morte, son troisième roman, est décrit par Xavier Houssin dans Le Monde des Livres comme « un récit qui emporte et qui mêle d’infinies douceurs à de grands désenchantements.» Selon Yves Viollier, l’auteur y « écrit follement, furieusement. C’est tout le talent d’Hector Mathis, qui manie l’ironie et la gouaille comme personne, de glisser dans le récit d’un monde désenchanté un appétit de vivre capable d’éclairer la nuit la plus noire.»(La Vie) Sur France Culture, Olivia Gesbert évoque « une écriture extrêmement cadencée», et sur le site de Slate il est écrit qu’il s’agit d’un récit dans lequel on « retrouve la truculence de certains grands romans picaresques : sur les plans linguistique et géographique, Langue morte ne tient pas en place, allant toujours voir si l'herbe ne serait pas plus verte ailleurs, et déployant un vocabulaire fleuri, à la lisière de l’argot.» Enfin, Marie-Hélène Lafon parle d'un texte qui  « enregistre les moindres variations, les vibrations les plus infimes et les plus intimes de cet arrachement vital et de cette invention de soi». Elle ajoute que Langue morte raconte « comment le métier de vivre vous rentre dans les dents, dans la viande, sous les ongles» et que « c'est écrit dans une langue extrêmement vivante, puissamment rythmée, inventive et singulière.» Selon elle : « le fait majeur de Langue morte, comme des deux précédents livres d'Hector Mathis, c'est l'irruption, l'avènement d'une langue.»

## Publications
- K.O., Buchet/Chastel, 2018   
  - Sélection du Prix du Style[18]
  - Sélection du Prix littéraire de la vocation[19]
  - Sélection du Prix du premier roman de Livre Hebdo[20]
  - Sélection du Prix de la Fondation Prince Pierre de Monaco[21]
  - Sélection du Prix du roman Coiffard[22]
  - Lauréat du Prix du premier roman du festival de Chambéry[23]
- Carnaval, Buchet/Chastel, 2020    
  - Sélection du Prix Révélation de la Société des Gens De Lettres[24]
  - Sélection du Prix littéraire de la vocation[25]
  - Sélection du Prix Libraires en Seine[26]
- Langue morte, Buchet-Chastel, 2022, 256 p.  (ISBN 9782283034729)
  - Sélection du Prix Marcel Pagnol 2022[27]